# Choe Kum-hui
Choe Kum-hui (* 1. Juli 1987) ist eine nordkoreanische Wasserspringerin. Sie startet im 10-m-Turmspringen sowie im 10-m-Synchronspringen.
Ihre ersten internationalen Wettkämpfe bestritt sie im Jahr 2006. Bei den Asienspielen in Doha wurde sie im Einzel vom Turm Sechste und gewann im 10-m-Synchronspringen mit Hong In-sun zudem die Bronzemedaille. Ein Jahr später gewann das Duo gemeinsam bei der Universiade in Bangkok die Silbermedaille. Choe qualifizierte sich im Jahr 2008 beim Weltcup in Peking mit ihrer neuen Synchronpartnerin Kim Un-hyang für die Olympischen Spiele an gleicher Stelle. Im 10-m-Synchronspringen belegten sie im olympischen Wettkampf einen achtbaren sechsten Rang. Choe blieb mit Kim Un-hyang im 10-m-Synchronspringen auch in der Folgezeit erfolgreich. Bei der Universiade 2009 in Belgrad gewannen sie Silber, bei den Asienspielen 2010 in Guangzhou Bronze. Choe nahm im Jahr 2011 in Shanghai erstmals an einer Weltmeisterschaft teil, schied dort jedoch im Einzel vom Turm als 27. nach dem Vorkampf aus. Im 10-m-Synchronspringen belegte sie mit Kim Jin-ok Rang zehn.